# Spiritchaser
Spiritchaser je poslední studiové album skupiny Dead Can Dance z roku 1996. Dva roky po jeho nahrání se cesty Brendana Perryho a Lisy Gerrard rozešly. Z hlediska stylu pokračuje příklon k world music, čerpá hlavně z hudby severní Afriky a Jižní Ameriky. Toto album stejně jako album Into the Labyrinth bylo nahráno v Perryho vlastním nahrávacím studiu Quivvy Church v Irsku.
Melodie skladby Indus se velmi podobá melodii písně Beatles Within You Without You, kterou složil George Harrison s indickými hudebníky. Ačkoliv taková podobnost nebyla ze strany Dead Can Dance záměrná, nakonec museli požádat Harrisona o souhlas a vydavatel ještě trval na tom, aby Harrison byl uveden jako spoluautor skladby.

## Skladby
1. Nierika – 5:44
2. Song of the Stars – 10:13
3. Indus – 9:23
4. Song of the Dispossessed – 4:55
5. Dedicacé Outò – 1:14
6. The Snake and the Moon – 6:11
7. Song of the Nile – 8:00
8. Devorzhum – 6:13